# Alan Silvestri
Alan Anthony Silvestri (Nova Iorque, 26 de Março de 1950) é um compositor e maestro americano, autor de trilhas sonoras de filmes famosos como Forrest Gump (1994), trilogia Back To The Future (1985) e a série Avengers. 
Recebeu duas indicações ao Óscar por melhor trilha sonora em Forrest Gump (1994), e melhor canção original com "Believe", do filme The Polar Express, e venceu três Grammys , sendo dois pelas trilhas do filmes "The Bodyguard (O Guarda-costas)" e "Cast Away", e um pela canção "Believe", de The Polar Express.

## Carreira
Amigo de Robert Zemeckis, Silvestri fez a parceria com ele desde 1984: Em Busca da Esmeralda Perdida (Romancing the Stone) (1984) (o primeiro filme da parceria Silvestri e Zemeckis), De volta para o Futuro (Back to the Future) (1985), Quem Tramou Roger Rabbit? (Who Framed Roger Rabbit) (1988), De volta para Futuro II (Back to the Future II) (1989), De volta para o Futuro III (Back to the Future III) (1990), A Morte Fica-vos tão Bem (Death Becomes Her) (1992), Forrest Gump (1994), Contacto (Contact) (1997), A Verdade Escondida (What Lies Beneath) (2000), Cast Away - O Náufrago (Cast Away) (2000), Polar Express (The Polar Express) (2004), Beowulf (Beowulf) (2007), Um Conto de Natal (A Christmas Carol) (2009), Decisão de Risco (Flight) (2012), The Walk - O Desafio (The Walk) (2015), Aliados (Allied) (2016), Bem-Vindos a Marwen (Welcome to Marwen) (2018) e As Bruxas (The Witches) (2020).

## Filmografia
- Vingadores: Ultimato (2019)
- Vingadores: Guerra Infinita (2018)
- Ready Player One (2018)
- Night at the Museum: Secret of the Tomb (2014)
- Red 2 (2013)
- The Croods (2013)
- The Avengers  (2012)
- Captain America: The First Avenger (2011)
- The A-Team (2010)
- Hannah Montana: The Movie (2009)
- A Christmas Carol (2009)
- G.I. Joe (2009)
- Night at the Museum: Battle of the Smithsonian (2009)
- Beowulf (2007)
- Night at the Museum (2006)
- The Wild (2006)
- The Polar Express (2004)
- Van Helsing (2004)
- Two Soldiers (2003)
- Lara Croft Tomb Raider: The Cradle of Life (2003)
- Identity (2003)
- Maid in Manhattan (2002)
- Stuart Little 2 (2002)
- Lilo & Stitch (2002)
- Showtime (2002)
- Serendipity (2001)
- The Mummy Returns (2001)
- The Mexican (2001)
- What Women Want (2001)
- Cast Away (2001)
- What Lies Beneath (2000)
- Reindeer Games (2000)
- Stuart Little (1999)
- Siegfried & Roy: The Magic Box (1999) (IMAX)
- Practical Magic (1998)
- Holy Man (1998)
- The Parent Trap (1998)
- The Odd Couple II (1998)
- Mouse Hunt (1997)
- Contact (1997)
- Volcano (1997)
- Fools Rush In (1997)
- The Long Kiss Goodnight (1996)
- Eraser (1996)
- Mission: Impossible (1996) (banda sonora preterida após 30 minutos de gravação) (não-atribuído)
- Sgt. Bilko (1996)
- Grumpier Old Men (1995)
- Father of the Bride Part II (1995)
- Judge Dredd (1995)
- The Perez Family (1995)
- The Quick and the Dead (1995)
- Richie Rich (1994)
- Blown Away (1994)
- Forrest Gump (1994)
- Clean Slate (1994)
- Grumpy Old Men (1993)
- Dazed and Confused (1993)
- Judgement Night (1993)
- Super Mario Bros. (1993)
- Cop and a Half (1993)
- In Search of the Obelisk (1993)
- Sidekicks (1992)
- The Bodyguard (1992)
- Death Becomes Her (1992)
- Diner (1992)
- FernGully: The Last Rainforest (1992)
- Stop! Or My Mom Will Shoot (1992)
- Father of the Bride (1991)
- Ricochet (1991)
- Shattered (1991)
- Dutch (1991)
- Soapdish (1991)
- Back to the Future: The Ride (1991)
- Predator 2 (1990)
- Young Guns II (1990)
- Back to the Future III (1990)
- Downtown (1990)
- Back to the Future II (1989)
- The Abyss (1989)
- She's Out of Control (1989)
- My Stepmother Is an Alien (1988)
- Mac and Me (1988)
- Who Framed Roger Rabbit (1988)
- Overboard (1987)
- Predator (1987)
- Outrageous Fortune (1987)
- Critical Condition (1987)
- No Mercy (1986)
- Flight of the Navigator (1986)
- American Anthem (1986)
- The Delta Force (1986)
- The Clan of the Cave Bear (1986)
- Summer Rental (1985)
- Back to the Future (1985)
- Cat's Eye (1985)
- Fandango (1985)
- Romancing the Stone (1984)
- CHiPs (1978-1983)
- The Fifth Floor (1978)
- The Amazing Dobermans (1976)
- Las Vegas Lady (1975)
- The Mack (1973) (relançado em vídeo em 1983)
- The Doberman Gang (1972)
- Cats (1969)